# Echinopsis (zee-egel)
Echinopsis is een geslacht van uitgestorven zee-egels uit de familie Glyphocyphidae.

## Soorten
- Echinopsis friryi Lambert, 1936 †
- Echinopsis jacqueti Lambert, 1936 †